# 諾特 (北歐神話)
諾特（Nott，Nótt），在北歐神話中，她是代表「夜」的女神。
諾特是巨人納爾弗的女兒，她曾經結過三次婚，第一段婚姻的丈夫是Naglfari，他們的孩子是。第二段婚姻的丈夫是安那爾（Annar），他們的女兒就是大地女神嬌德。第三段婚姻的丈夫是黎明之神得林，他們的孩子是白晝之神達古。 
諾特是個黑髮黑膚的女神，她騎著奧丁賜與的黑馬赫利姆法克西，和她的兒子達古輪流騎馬奔馳於天空。